# Magaza Masanczi
Magaza Masanczi (ros. Магаза Масанчи, ur. 14 lipca 1885 w mieście Wiernyj (obecnie Ałmaty), zm. 1938) – dungański rewolucjonista i działacz komunistyczny, radziecki polityk.

## Życiorys
Urodził się w rodzinie robotnika rolnego. W 1908 został powołany do służby w rosyjskiej armii, od 1914 brał udział w I wojnie światowej, w 1916 prowadził agitację przeciw wojnie w taszkenckim zapasowym pułku. W 1917 został członkiem komitetu pułkowego i przedstawicielem taszkenckiego garnizonu w miejskiej radzie deputowanych żołnierskich w Taszkencie, następnie w składzie Czerwonej Gwardii uczestniczył w rozbiciu autonomii kokandzkiej i w walkach ulicznych w Kokandzie. W 1918 wstąpił do Armii Czerwonej i RKP(b), w styczniu 1919 brał udział w zdławieniu powstania lewicowych eserowców w Taszkencie, później w likwidacji białej rebelii w Karakole będąc dowódcą muzułmańskiej kompanii, pomocnikiem dowódcy 2 batalionu i dowódcą muzułmańskiego batalionu im. Kominternu. W 1920 był adiutantem przewodniczącego siemirieczeńskiego obwodowego komitetu rewolucyjnego, naczelnikiem oddziału specjalnego przeznaczenia, dowódcą 1 Kirgiskiego Pułku Kawalerii i dowódcą Turkiestańskiego Samodzielnego Dungańskiego Pułku Kawalerii. W 1921 był delegatem na III Kongres Kominternu, podczas którego spotkał się z Leninem, i brał udział w walkach z basmaczami w okolicach Taszkentu m.in. jako dowódca 15 pułku kawalerii Frontu Turkiestańskiego. We wrześniu 1921 został pomocnikiem powiatowego wojskowego komisarza w Żarkencie, później działał w związkach wiejskiej biedoty i pracował w gubernialnym i obwodowym komitecie wykonawczym, 1926-1928 kierował działem administracyjnym powiatowo-miejskiego komitetu wykonawczego w Kyzyłordzie. Następnie uczył się na kursach przygotowawczych agronomów-organizatorów dużych sowchozów, od grudnia 1931 pracował w Ludowym Komisariacie Sprawiedliwości Uzbeckiej SRR, w 1932 był 3. zastępcą ludowego komisarza sprawiedliwości Uzbeckiej SRR i p.o. ludowego komisarza. Po usunięciu z funkcji 22 października 1932 został organizatorem kołchozu i dungańskiej szkoły w Ałma-Acie, 13 stycznia 1936 został 2. zastępcą szefa Zarządu Gospodarczego CIK i Rady Komisarzy Ludowych Kazachskiej SRR. Był odznaczony Orderem Czerwonego Sztandaru (1927), został nagrodzony złotym zegarkiem.
W 1937 został aresztowany, 3 marca 1938 skazany na śmierć na sesji wyjazdowej Wojskowego Kolegium Sądu Najwyższego ZSRR i następnie rozstrzelany.